# Trampe
 For alternative betydninger, se Trampe (flertydig). (Se også artikler, som begynder med Trampe)
Trampe (også Tramp, Trampo eller Trambow) er en pommersk uradelsslægt, som også er blevet naturaliseret i Danmark, hvor den stadig lever og tilhører højadelen.

## Våben
Dansk greve: Skjoldet delt af blåt, hvori et mod venstre vendt guld-hjortehoved med hals, og sølv, hvori en på grøn jord oprejst stående kronet rød løve, holdende et guld-spyd, den højre hjelm prydes af skjoldmærket fra 1. felt, den venstre af en kronet sort ørn, skjoldholdere er to vildmænd med nedadvendte køller. 

## Historie
Den pommerske uradelslægt Trampe nævnes tidligst 1250 med Johannes Trampe, men lader sig dog kun føre tilbage til råd hos hertug Bogislav IV, ridderen Vilken Trampe (nævnt 1280 og 1318); denne var antagelig oldefader til Franz Trampe (nævnt 1415), der menes at have haft sønnen Claus Trampe, med hvis sønner slægten deles i tre linjer: Franz Trampe (død ca. 1448), Peter Trampe (nævnt 1455 og 1469) — hvis descendens (linjen Kehrberg) uddøde 1572 — og Diderik Trampe (død 1500) (linjen til Lindow, uddød kort efter 1700); sidstnævntes søn Otto Trampe (nævnt 1498 og 1524) var farfader til Christoph Trampe (1545-1609) til Lindow, Nipperwiese og Zernow, hvis søn, ritmester Joachim Trampe (ca. 1570-1630) til Lindow var fader til generalmajor Frantz Joachim Trampe (død 1682).
Ovennævnte Frantz Trampe (død ca. 1448) var bedstefader til Peter Trampe (født 1489) til Kehrberg og Klein Zarnow, hvis sønner var Frantz Trampe (død 1610) til Lindow, Kehrberg m.m. — stifter af den endnu levende hannoveranske linje — og Didrik Trampe (død 1604) til Klein Zarnow, Kehrberg og Grüneberg, hvis søn, landshøvding Christopher Trampe (død 1639) til Kehrberg og Tenzerow var bedstefader til Hans Christoph Trampe (død 1695) til Tenzerow og hans broder, generalløjtnant, rigsgreve Adam Frederik Trampe (1650-1704) til Løgismose og Flenstofte, der 1703 optoges i rigsgrevelig stand, men hvis linje uddøde allerede 1735; af hans døtre var rigsgrevinde Susanne Elisabeth Trampe (1685-1753 eller 1754) gift med generalløjtnant Anton Günther von Ellbrecht (1652-1723) og rigsgrevinde Charlotte Amalie Trampe (1688-1758) med generalmajor, greve Philip Ditlev Trampe (1678-1750) til Fjellebro. Denne, der var søn af ovennævnte Hans Christoph Trampe (død 1695), blev 1736 optaget i rigsgrevelig og 1743 i dansk grevestand og var fader til oberst, greve Frederik Christopher Trampe (1714-1779) til Hovedgård og Urup, hvis sønner var kammerherre, greve Jørgen Ditlev Trampe (1749-1793) til Urup m. m. og greve Adam Frederik Trampe (1750-1807) til Løgismose m. m., der var fader til stiftamtmand i Trondhjem, kammerherre, greve Frederik Christopher Trampe (1779-1832), fra hvem den norsk-svenske linje stammer.
Kammerherre, greve Jørgen Ditlev Trampe (1749-1793) var fader til oberstløjtnant, greve Hans Rudolph Trampe (1771-1829), hvis søn, hofchef, kammerherre, greve August Sophus Ferdinand Tramp (1810-1863) til Kyø og hans efterkommere skriver sig Tramp. Han var fader til postmester i Odense og folketingsmand, greve Christian Johan Frederik Tramp (1842-1918) til Kyø og greve Adam Gebhardt Rudolph Tramp til Keldgård (1848-1912).
Greve Hans Rudolph Trampe (1771-1829) var desuden søn til kommandør, greve Frederik Christopher Just Gerhard Trampe (1772-1848), hvis søn stiftamtmand i Island, kammerherre greve Jørgen Ditlev Trampe (1807-1868) var fader til cand.polit., greve Jørgen Christian Trampe (1838-1916) — hvis søn var hofmarskal, kammerherre, greve Christopher Sophus Fridericia Trampe (1879-1957) — og til postmester, telegrafbestyrer, greve Christian Adolph Trampe (1848-1907), hvis søn var oberst, greve Sophus Carl Rudolph Christian Trampe (1891-1978). Han var fader til orlogskaptajn og hofmarskal, greve Karl Christian Trampe (født 1924), som var gift med hofdame Johanne Marie Trampe, født Tarp (1929-2012).

## Andre med efternavnet Trampe
Forfatteren og journalisten Poul-Henrik Trampe (1944-1982) tilhører ikke denne slægt.